# Alex Cuthbert
Alex Cuthbert (ur. 5 kwietnia 1990 w Gloucester) – walijski rugbysta, grający na pozycji skrzydłowego w zespole Cardiff Blues oraz w reprezentacji Walii.

## Życiorys
W kadrze rugby 7 występował w IRB Sevens World Series w sezonach 2009/2010 i 2010/2011.
W drużynie narodowej piętnastek debiutował 3 grudnia 2011 w meczu z Australią, zmieniając w drugiej połowie George’a Northa. Powołany został następnie na zbliżający się Puchar Sześciu Narodów. Swoje pierwsze przyłożenie zdobył w meczu ze Szkocją na Millennium Stadium 12 lutego 2012. W całym turnieju zaliczył 3 przyłożenia, a reprezentacja Walii zwyciężyła w zawodach.
Swój wyczyn poprawił w Pucharze Sześciu Narodów w 2013, gdzie wykonał 4 przyłożenia, w tym 2 w decydujących o zwycięstwie w całym turnieju ostatnim meczu z Anglią. Jego dobra postawa zaowocowała powołaniem do drużyny British and Irish Lions na tournée do Australii.
Cuthbert urodził się i wychował w Anglii, mimo tego reprezentuje Walię. Było to możliwe dzięki jego matce, która pochodzi z Wrexham.